# Advanced Photon Source

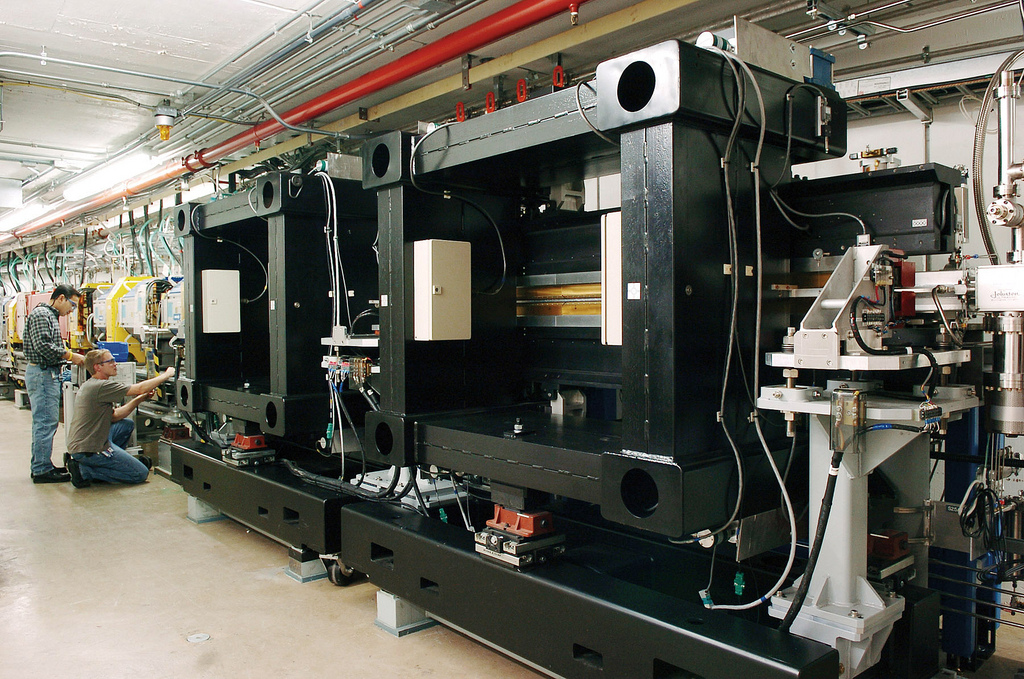
Onduladores del APS

El Advanced Photon Source (en español fuente avanzada de fotones), también conocido por sus siglas en inglés APS, es una fuente de radiación sincrotrón de rayos X para investigaciones científicas. El anillo de almacenamiento de  electrones, uno de los mayores del mundo, tiene una circunferencia de 1.1 km y opera a 7 GeV de energía y una corriente de 100 mA.
El APS forma parte del Laboratorio Nacional de Argonne, situado cerca de la ciudad estadounidense de Chicago (Illinois). La instalación, financiada por el Departamento de Energía, cuenta con 40 sectores, de los que 34 albergan una o más líneas de luz cada uno.

## Historia
Los planes para la construcción del APS surgieron de la recomendación de un comité formado en octubre de 1983 para evaluar las oportunidades brindadas por el uso de radiación sincrotrón en proyectos de investigación. El comité llegó a la conclusión de que  un anillo de 6 o 7 GeV equipado con onduladores resultaría en importantes avances en el estudio de materiales, física, biología, química, geología y otros campos y que debía darse la más alta prioridad al desarrollo de una instalación de estas características. El Laboratorio Nacional de Argonne fue seleccionado para alojar el nuevo sincrotrón, cuya construcción comenzó en 1990. El 26 de marzo de 1995, se observó por primera luz sincrotrón emitida por el haz de electrones circulando  en el anillo. La inauguración formal tuvo lugar el 1 de mayo de 1996. El Departamento de Energía  declaró la apertura oficial para los usuarios el 8 de agosto de 1996.
En abril de 2010, el Departamento de Energía autorizó la realización de un estudio de renovación de la instalación. El nuevo diseño fue aprobado en septiembre de 2011. El proyecto aumentará la capacidad del APS, tanto en términos de las propiedades del haz de luz sincrotrón, como en el número de experimentos y usuarios.

## Aceleradores
La generación de radiación sincrotrón en el APS tiene lugar en varias etapas. El haz de electrones se acelera inicialmente hasta una energía de 450 MeV en un acelerador lineal o linac tras ser emitidos por efecto termoiónico en un cátodo a unos 1100 °C. Los electrones pasan a un sincrotrón llamado booster, unas cuatro veces menor que el anillo principal. Allí los electrones alcanzan su energía final de 7 GeV y se inyectan en el anillo de almacenamiento, donde existen cuatro cavidades de radiofrecuencia para reponer la energía perdida por radiación durante cada ciclo. El haz de electrones circula a una corriente de 100 mA y la sección transversal del haz  se mantiene a un tamaño muy pequeño por la acción focalizadora de varias lentes magnéticas —cuadrupolos y sextupolos— distribuidas a lo largo del anillo.
Cada sector del anillo cobija diez cuadrupolos y siete sextupolos, además de dos dipolos que curvan la trayectoria del haz para obtener una órbita cerrada, y una sección recta de 5 m que alberga un wiggler o un ondulador en 35 de los sectores y una cavidad de radiofrecuencia en otros 4. El sector restante contiene el inyector.

## Líneas de luz

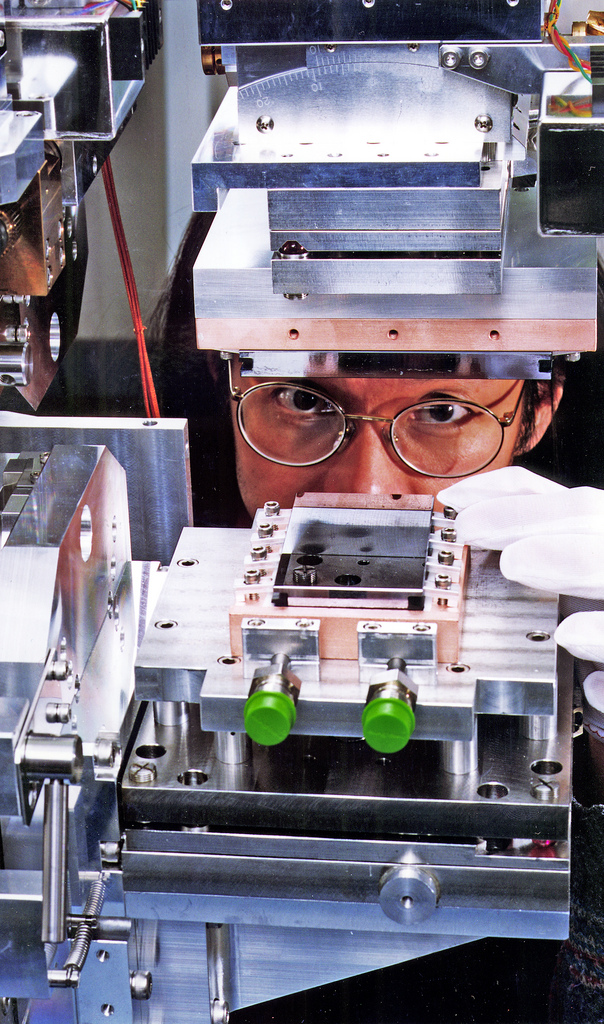
Fuente avanzada de fotones, Laboratorio Nacional de Argonne. Monocromador Kohzu en una línea de rayos X.

El APS contiene más de 60 líneas de luz con origen en los wigglers, onduladores y varios de los imanes dipolares en 34 de los sectores del anillo. En algunos casos, el haz de rayos X emergente de un mismo dispositivo magnético se separa en dos o incluso tres líneas diferentes. 
La radiación se utiliza para investigaciones científicas en numerosos campos, usando una amplia variedad de técnicas divididas en tres grupos principales: dispersión, espectroscopía e imaginología. Destacan, por el número de líneas dedicadas a ellas, la difracción y la cristalografía; también son muy utilizadas la espectroscopía de absorción, la microfluorescencia y la tomografía. 
Las líneas se optimizan para un tipo de experimento específico, mediante la instalación de elementos ópticos (espejos, monocromadores, etc.), equipo para manipular y controlar las muestras a estudiar y detectores para la medición de datos.